# Italy's Most Wanted
Italy's Most Wanted è un album del gruppo hip hop italiano Flaminio Maphia, pubblicato il 29 settembre 1998 dalla CD Club.

## Tracce
1. Gli animali nel... – 0:29
2. ... La gabbia – 4:06
3. Balla e dalla – 4:33
4. La scelta svelta – 4:34
5. Il rovescio della medaglia – 4:05
6. Patto di sangue (feat. La Fossa e Sa Razza) – 5:37
7. Amami per quello che sono – 4:31
8. Italy's Most Wanted – 3:41
9. La granamania – 4:24
10. Lo squalo tigre – 4:58
11. Serpenti a sonagli – 5:14
12. Combattimento mortale Parte II (feat. MC Giaime, Piotta e Turi) – 5:04
13. L'addio – 1:49